# Florac Trois Rivières
Pour les articles homonymes, voir Rivière (homonymie).
Florac Trois Rivières  est une commune française, située en région Occitanie, dans le département de la Lozère, dont elle est la seule sous-préfecture.
Possédant le statut administratif de commune nouvelle, elle est issue du regroupement le 1er janvier 2016 des deux communes de Florac et La Salle-Prunet.

## Géographie

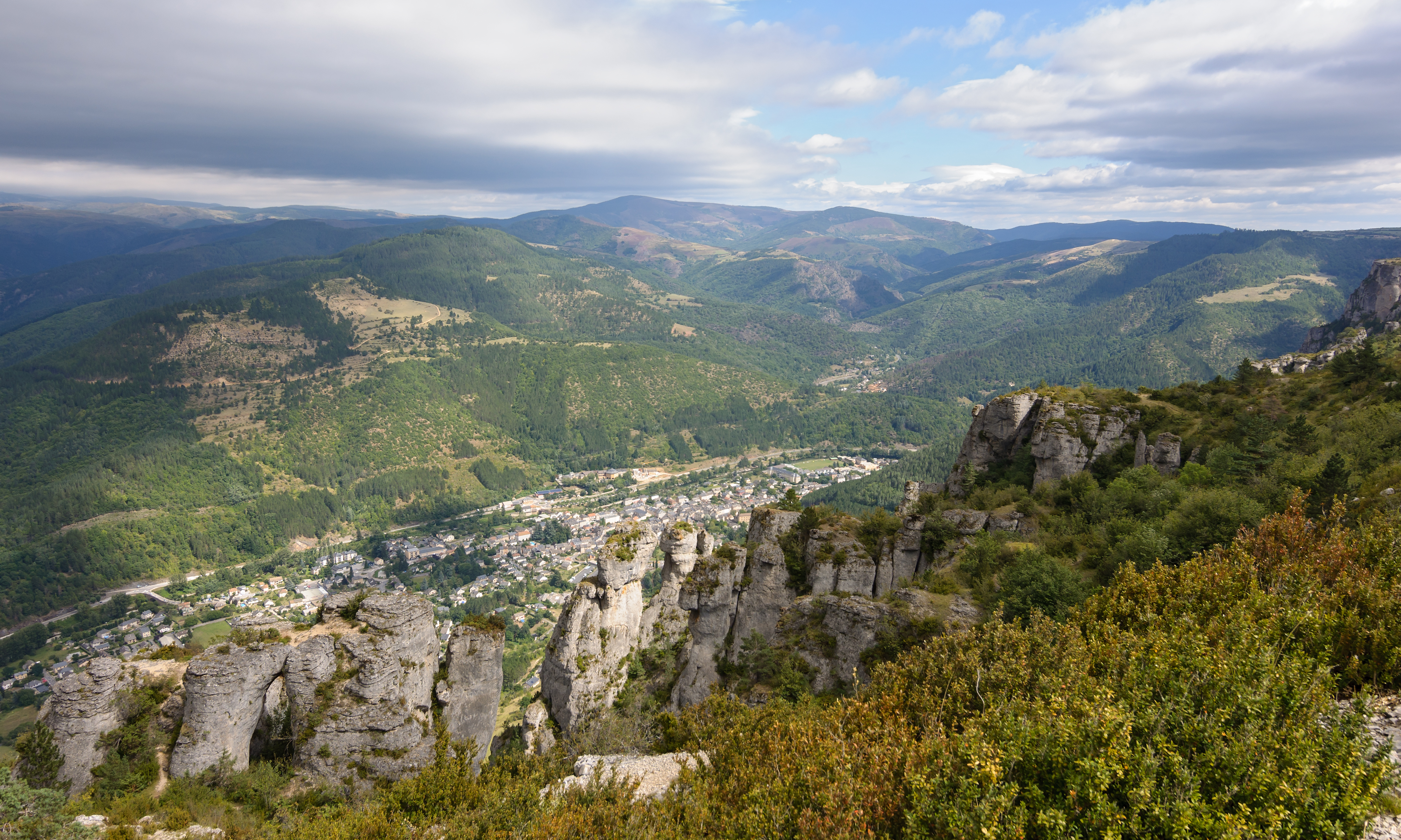
Vue générale de la ville de Florac depuis le causse Méjean. On aperçoit au loin le Bougès.

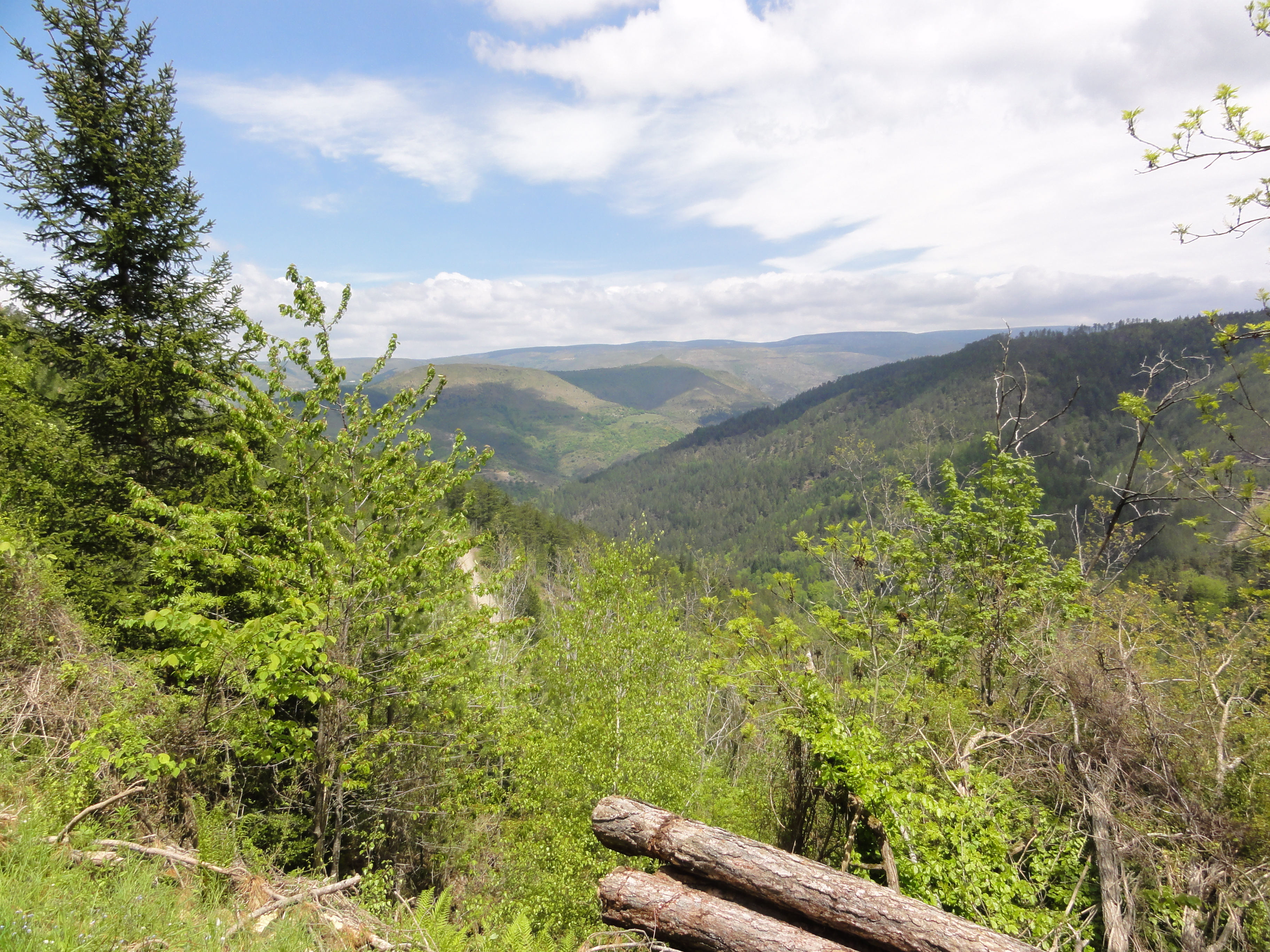
Paysage cévenol près de La Salle-Prunet.

La commune est composée de Florac et de La Salle-Prunet, qui se trouvent dans le département français de la Lozère, un département très rural et montagneux, très peu peuplé et très peu densément peuplé (il s'agit du département le moins peuplé de France).

### Localisation
Florac Trois Rivières est située à 23 km au sud-est de Mende, la plus grande ville des environs et préfecture du département. C'est une commune du parc national des Cévennes, siège de ce même parc. Florac est le siège de l'unique sous-préfecture de la Lozère. La commune est formée de deux localités : Florac (environ 2 000 habitants et unique sous-préfecture de la Lozère) et La Salle-Prunet (environ 170 habitants, petit village au sud de Florac). Le chemin de Stevenson passe par ces deux localités.
|                        | Bédouès-Cocurès       |                                    |
| Gorges du Tarn Causses | Florac Trois Rivières | Pont de Montvert - Sud Mont Lozère |
| Vebron                 | Cans et Cévennes      |                                    |

### Géologie et relief
Florac et La Salle-Prunet se trouvent dans les Cévennes, une région naturelle du sud-est du Massif central.

### Hydrographie
Comme l'indique son nom, la nouvelle commune se trouve à la confluence de trois rivières, le Tarn, le Tarnon et la Mimente.

### Climat
Pour des articles plus généraux, voir Climat de l'Occitanie et Climat de la Lozère.
En 2010, le climat de la commune est de type climat des marges montargnardes, selon une étude s'appuyant sur une série de données couvrant la période 1971-2000. En 2020, Météo-France publie une typologie des climats de la France métropolitaine dans laquelle la commune est exposée à un climat de montagne ou de marges de montagne et est dans la région climatique Sud-est du Massif Central, caractérisée par une pluviométrie annuelle de 1 000 à 1 500 mm, minimale en été, maximale en automne.
Pour la période 1971-2000, la température annuelle moyenne est de 10,8 °C, avec une amplitude thermique annuelle de 16,1 °C. Le cumul annuel moyen de précipitations est de 1 279 mm, avec 9,4 jours de précipitations en janvier et 4,8 jours en juillet. Pour la période 1991-2020, la température moyenne annuelle observée sur la station météorologique installée sur la commune est de 11,3 °C et le cumul annuel moyen de précipitations est de 1 116,8 mm,. Pour l'avenir, les paramètres climatiques de la commune estimés pour 2050 selon différents scénarios d’émission de gaz à effet de serre sont consultables sur un site dédié publié par Météo-France en novembre 2022.
| Mois                                  | jan.           | fév.           | mars           | avril       | mai           | juin          | jui.           | août          | sep.          | oct.          | nov.           | déc.            | année     |
| ------------------------------------- | -------------- | -------------- | -------------- | ----------- | ------------- | ------------- | -------------- | ------------- | ------------- | ------------- | -------------- | --------------- | --------- |
| Température minimale moyenne (°C)     | −0,2           | −0,7           | 1,7            | 4,1         | 7,6           | 10,7          | 12,5           | 12,2          | 9,1           | 7,2           | 3,3            | 0,5             | 5,7       |
| Température moyenne (°C)              | 3,6            | 4,2            | 7,4            | 10          | 13,9          | 17,7          | 20,1           | 19,9          | 15,8          | 12            | 7,2            | 4               | 11,3      |
| Température maximale moyenne (°C)     | 7,4            | 9,1            | 13,1           | 16          | 20,2          | 24,7          | 27,7           | 27,6          | 22,4          | 16,8          | 11,1           | 7,6             | 17        |
| Record de froid (°C) date du record   | −20 05.01.1971 | −15 02.02.1954 | −15,5 01.03.05 | −7 08.04.21 | −4 04.05.1967 | −3 07.06.1954 | 2,8 01.07.1957 | 1 26.08.1966  | −1 24.09.1977 | −6 31.10.1997 | −11 20.11.1952 | −17,3 15.12.01  | −20 1971  |
| Record de chaleur (°C) date du record | 20,5 28.01.08  | 25,1 27.02.19  | 26 17.03.14    | 29 09.04.11 | 33,7 29.05.01 | 39,5 28.06.19 | 39 27.07.1957  | 39,7 23.08.23 | 34 09.09.1966 | 30,1 02.10.11 | 22 01.11.1981  | 18,7 16.12.1985 | 39,7 2023 |
| Précipitations (mm)                   | 101            | 71             | 73,5           | 108,8       | 97,6          | 64,9          | 51,2           | 54,4          | 110,7         | 132           | 147,9          | 103,8           | 1 116,8   |

## Urbanisme

### Typologie
Au 1er janvier 2024, Florac Trois Rivières est catégorisée bourg rural, selon la nouvelle grille communale de densité à sept niveaux définie par l'Insee en 2022.
Elle est située hors unité urbaine et hors attraction des villes,.

### Risques majeurs
Le territoire de la commune de Florac Trois Rivières est vulnérable à différents aléas naturels : météorologiques (tempête, orage, neige, grand froid, canicule ou sécheresse), inondations, feux de forêts, mouvements de terrains et séisme (sismicité faible). Il est également exposé à un risque technologique, le transport de matières dangereuses, et à un risque particulier : le risque de radon. Un site publié par le BRGM permet d'évaluer simplement et rapidement les risques d'un bien localisé soit par son adresse soit par le numéro de sa parcelle.

#### Risques naturels
Certaines parties du territoire communal sont susceptibles d’être affectées par le risque d’inondation par débordement de cours d'eau, notamment le Tarn, le Tarnon et la Mimente. La commune a été reconnue en état de catastrophe naturelle au titre des dommages causés par les inondations et coulées de boue survenues en 1982, 1992, 1994, 2003, 2011 et 2020,.
Florac Trois Rivières est exposée au risque de feu de forêt. Un plan départemental de protection des forêts contre les incendies (PDPFCI) a été approuvé en décembre 2014 pour la période 2014-2023. Les mesures individuelles de prévention contre les incendies sont précisées par divers arrêtés préfectoraux et s’appliquent dans les zones exposées aux incendies de forêt et à moins de 200 mètres de celles-ci. L’arrêté du 23 mars 2018, complété par un arrêté de 2020, réglemente l'emploi du feu en interdisant notamment d’apporter du feu, de fumer et de jeter des mégots de cigarette dans les espaces sensibles et sur les voies qui les traversent sous peine de sanctions. L'arrêté du 23 août 2021, abrogeant un arrêté de 2002, rend le débroussaillement obligatoire, incombant au propriétaire ou ayant droit,,.

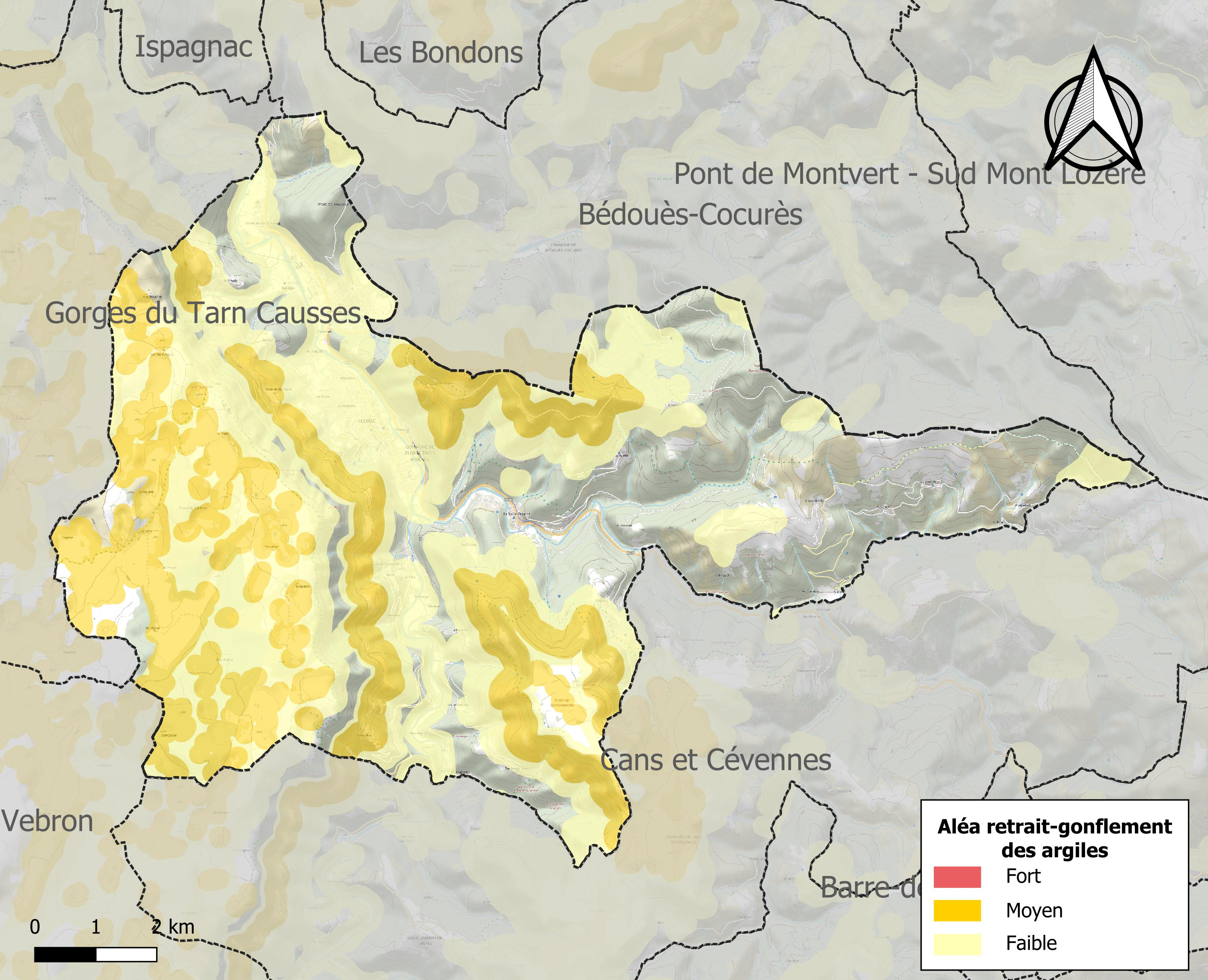
Carte des zones d'aléa retrait-gonflement des sols argileux de Florac Trois Rivières.

Les mouvements de terrains susceptibles de se produire sur la commune sont des affaissements et effondrements liés aux cavités souterraines (hors mines), des éboulements, chutes de pierres et de blocs, des glissements de terrain et des tassements différentiels. Par ailleurs, afin de mieux appréhender le risque d’affaissement de terrain, l'inventaire national des cavités souterraines permet de localiser celles situées sur la commune.
Le retrait-gonflement des sols argileux est susceptible d'engendrer des dommages importants aux bâtiments en cas d’alternance de périodes de sécheresse et de pluie. 28,8 % de la superficie communale est en aléa moyen ou fort (15,8 % au niveau départemental et 48,5 % au niveau national). Sur les 1 039 bâtiments dénombrés sur la commune en 2019, 17 sont en aléa moyen ou fort, soit 2 %, à comparer aux 14 % au niveau départemental et 54 % au niveau national. Une cartographie de l'exposition du territoire national au retrait gonflement des sols argileux est disponible sur le site du BRGM,.
Par ailleurs, afin de mieux appréhender le risque d’affaissement de terrain, l'inventaire national des cavités souterraines permet de localiser celles situées sur la commune.

#### Risques technologiques
Le risque de transport de matières dangereuses sur la commune est lié à sa traversée par des infrastructures routières ou ferroviaires importantes ou la présence d'une canalisation de transport d'hydrocarbures. Un accident se produisant sur de telles infrastructures est susceptible d’avoir des effets graves sur les biens, les personnes ou l'environnement, selon la nature du matériau transporté. Des dispositions d’urbanisme peuvent être préconisées en conséquence.

#### Risque particulier
Dans plusieurs parties du territoire national, le radon, accumulé dans certains logements ou autres locaux, peut constituer une source significative d’exposition de la population aux rayonnements ionisants. Certaines communes du département sont concernées par le risque radon à un niveau plus ou moins élevé. Selon la classification de 2018, la commune de Florac Trois Rivières est classée en zone 3, à savoir zone à potentiel radon significatif.

## Toponymie
Florius (nom de personne romaine) + suffixe -iacum (désignant l'appartenance d'un domaine à un homme).

## Histoire
Dans l'Antiquité, la région était occupée par le peuple gaulois des Gabales, client des Arvernes, dont le roi Vercingétorix fut le chef de la coalition gauloise opposée à Jules César durant la Guerre des Gaules. Leur capitale était Anderitum, dont les ruines se situent à proximité du village moderne de Javols. Les Gabales envoyèrent des soldats à Vercingétorix lors du siège d'Alésia en 52 avant notre ère, événement marquant le début de l'histoire de France. La victoire romaine à Alésia marque la fin de la coalition gauloise et le roi arverne est contraint de déposer les armes et est fait prisonnier à Rome. Des poches de résistance se poursuivent, notamment lors du siège d'Uxellodunum en 51 avant notre ère, mais la Gaule devient définitivement romaine l'année suivante. En 27 avant notre ère, l'Empire romain est proclamé par Auguste.
La région fait partie de l'Empire des Gaules (260-274). Elle commence à se christianiser à partir du IVe siècle, à l'instar du reste de l'Empire romain. Cela marque le début de la christianisation de l'Europe.

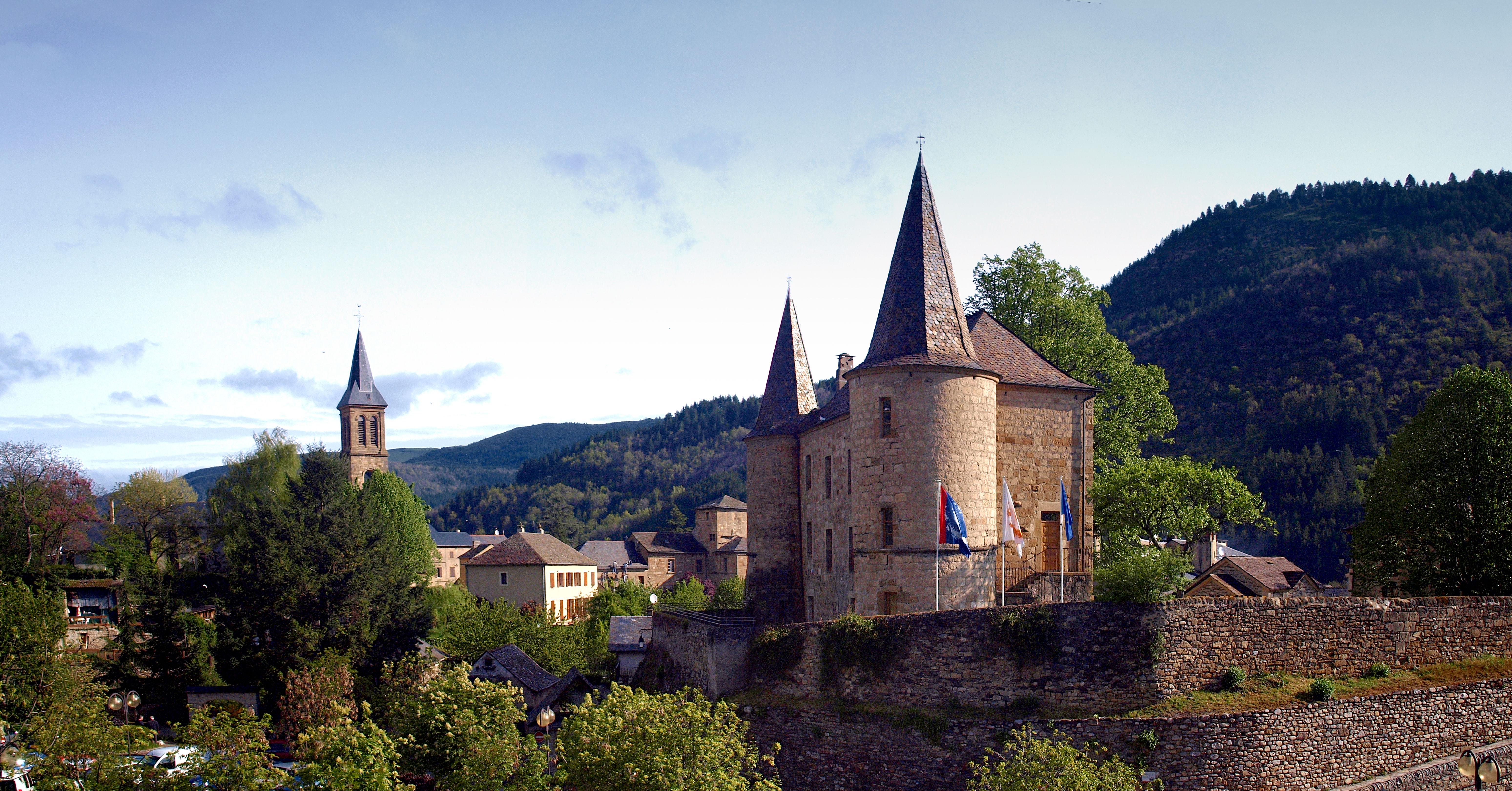
Florac : vue sur le château et le clocher de l'église.

La région appartient au comté du Gévaudan du Moyen Âge à la Révolution française. En 1130, les moines de l'abbaye de la Chaise-Dieu créent à Florac le prieuré, l'un des plus vieux quartiers de la ville. Cette dernière se développe autour de l'axe de la draille qui traverse le Vibron, au pied du quartier du Fourniol. Un château fut bâti sur un mamelon de tuf au début du XIIIe siècle. Il fut détruit durant les guerres de religion qui ravagèrent les Cévennes aux XVIe et XVIIe siècles. La ville n'est alors protégée que par des fossés remplis d'eau. Le château sera reconstruit en 1652. C'est au XIVe siècle que Florac se dote de remparts.
Les Cévennes furent fortement marquées par la révolte des Camisards de 1702 à 1704. En effet, cette région montagneuse a favorablement accueilli la réforme protestante et l'édit de Fontainebleau de Louis XIV interdisant la pratique de cette religion poussa des paysans de la région à se révolter. La ville de Florac fut victime des dragonnades. L'un des chefs camisards les plus célèbres fut Abraham Mazel, connu pour avoir reçu, selon la légende, une inspiration divine à Saint-André-de-Lancize, dans le massif du Bougès, le 22 juillet 1702, lui ordonnant de délivrer les protestants retenus prisonniers et torturés par l'abbé de Chalya au Pont-de-Montvert, près de Vialas.
Les communes de Florac et de La Salle-Prunet sont créées à la Révolution française.
La nouvelle commune est effective depuis le 1er janvier 2016, entraînant la transformation des deux anciennes communes en « communes déléguées » dont la création a été entérinée par l'arrêté du 2 décembre 2015,.

## Politique et administration

### Découpage territorial
La commune de Florac Trois Rivières est membre de la communauté de communes Gorges Causses Cévennes, un établissement public de coopération intercommunale (EPCI) à fiscalité propre créé le 30 novembre 2016 dont le siège est à Florac Trois Rivières. Ce dernier est par ailleurs membre d'autres groupements intercommunaux.
Sur le plan administratif, elle est rattachée à l'arrondissement de Florac, à la circonscription administrative de l'État de la Lozère et à la région Occitanie.
Sur le plan électoral, elle dépend du canton de Florac Trois Rivières pour l'élection des conseillers départementaux, depuis le redécoupage cantonal de 2014 entré en vigueur en 2015, et de la circonscription de la Lozère pour les élections législatives, depuis le dernier découpage électoral de 2010.
À la suite du décret du 5 mars 2020, la commune est entièrement rattachée au canton de Florac Trois Rivières, dont elle est le bureau centralisateur.

### Liste des maires
| Période        | Période  | Identité         | Étiquette | Qualité                                                        |
| -------------- | -------- | ---------------- | --------- | -------------------------------------------------------------- |
| 6 janvier 2016 | mai 2020 | Christian Huguet | DVG       | Président de la communauté de communes Florac Sud Lozère       |
| mai 2020       | En cours | Flore Thérond    | PCF       | 1re vice-présidente de la CC Gorges Causses Cévennes (2020 → ) |

### Communes déléguées
| Nom             | Code Insee | Intercommunalité       | Superficie (km2) | Population (dernière pop. légale) | Densité (hab./km2) |
| --------------- | ---------- | ---------------------- | ---------------- | --------------------------------- | ------------------ |
| Florac (siège)  | 48P02      | CC Florac - Sud Lozère | 29,89            |                                   |                    |
| La Salle-Prunet | 48186      | CC Florac - Sud Lozère | 18,5             |                                   |                    |

## Population et société

### Démographie

#### Évolution démographique
L'évolution du nombre d'habitants est connue à travers les recensements de la population effectués dans la commune depuis sa création.

En 2022, la commune comptait 2 111 habitants, en évolution de +2,03 % par rapport à 2016 (Lozère : +0,11 %, France hors Mayotte : +2,11 %).
| 2014  | 2015  | 2016  | 2021  | 2022  |
| ----- | ----- | ----- | ----- | ----- |
| 2 107 | 2 088 | 2 069 | 2 096 | 2 111 |

#### Pyramide des âges
En 2018, le taux de personnes d'un âge inférieur à 30 ans s'élève à 29,3 %, soit un taux comparable à la moyenne départementale (29,7 %). À l'inverse, le taux de personnes d'un âge supérieur à 60 ans (33,6 %) est supérieur au taux départemental (32,5 %).
En 2018, la commune comptait 1 022 hommes pour 1 050 femmes, soit un taux de 50,68 % de femmes, supérieur au taux départemental (50,04 %).
Les pyramides des âges de la commune et du département s'établissent comme suit :
| Hommes | Classe d’âge | Femmes |
| ------ | ------------ | ------ |
| 1,4    | 90 ou +      | 3,9    |
| 9,3    | 75-89 ans    | 12,9   |
| 20,0   | 60-74 ans    | 19,7   |
| 19,6   | 45-59 ans    | 17,6   |
| 20,3   | 30-44 ans    | 16,7   |
| 12,6   | 15-29 ans    | 12,9   |
| 16,9   | 0-14 ans     | 16,4   |

| Hommes | Classe d’âge | Femmes |
| ------ | ------------ | ------ |
| 1      | 90 ou +      | 2,8    |
| 9,1    | 75-89 ans    | 11,8   |
| 21,6   | 60-74 ans    | 21,1   |
| 21,5   | 45-59 ans    | 20,2   |
| 16,3   | 30-44 ans    | 15,9   |
| 15,5   | 15-29 ans    | 13,6   |
| 15     | 0-14 ans     | 14,6   |

### Sports et loisirs
La ville de Florac possède un terrain de football situé près du collège.

### Cultes
Florac possède une église catholique (église Saint-Martin) et un temple protestant.

### Enseignement
Florac possède deux écoles maternelles et élémentaires (une publique et une privée) et un collège (collège des Trois Vallées), qui accueille les élèves de la ville, ainsi qu'un certain nombre originaires de localités avoisinantes plus petites (Ispagnac, Les Bondons, Saint-Laurent-de-Trèves, Saint-Julien-d'Arpaon, etc.).
La Salle-Prunet n'a pas d'établissement scolaire.

## Économie

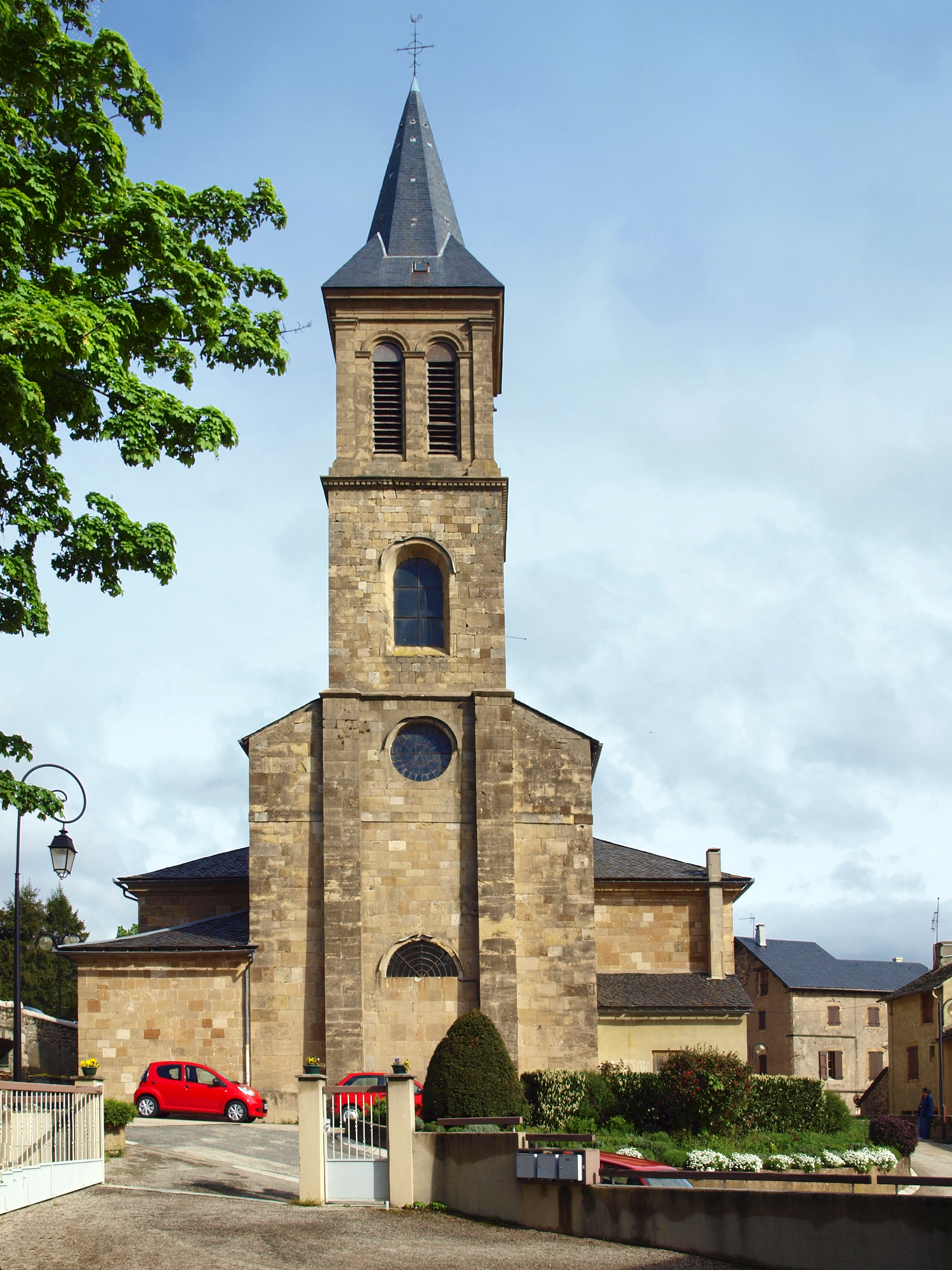
Église Saint-Martin.

- 2  épiceries
- 3  magasins de vêtements
- 1  boucheries
- 2  boulangeries
- 2  stations-service
- 1   fleuristes
- 2  pharmacies
- 1  magasin d'articles de sports
- 1  magasin d'optique
- 1  magasin d'équipements du foyer
- 1 poissonnerie
- 1 librairie
- 1 supermarché
- 1 magasin d'électroménager

## Culture locale et patrimoine

### Lieux et monuments

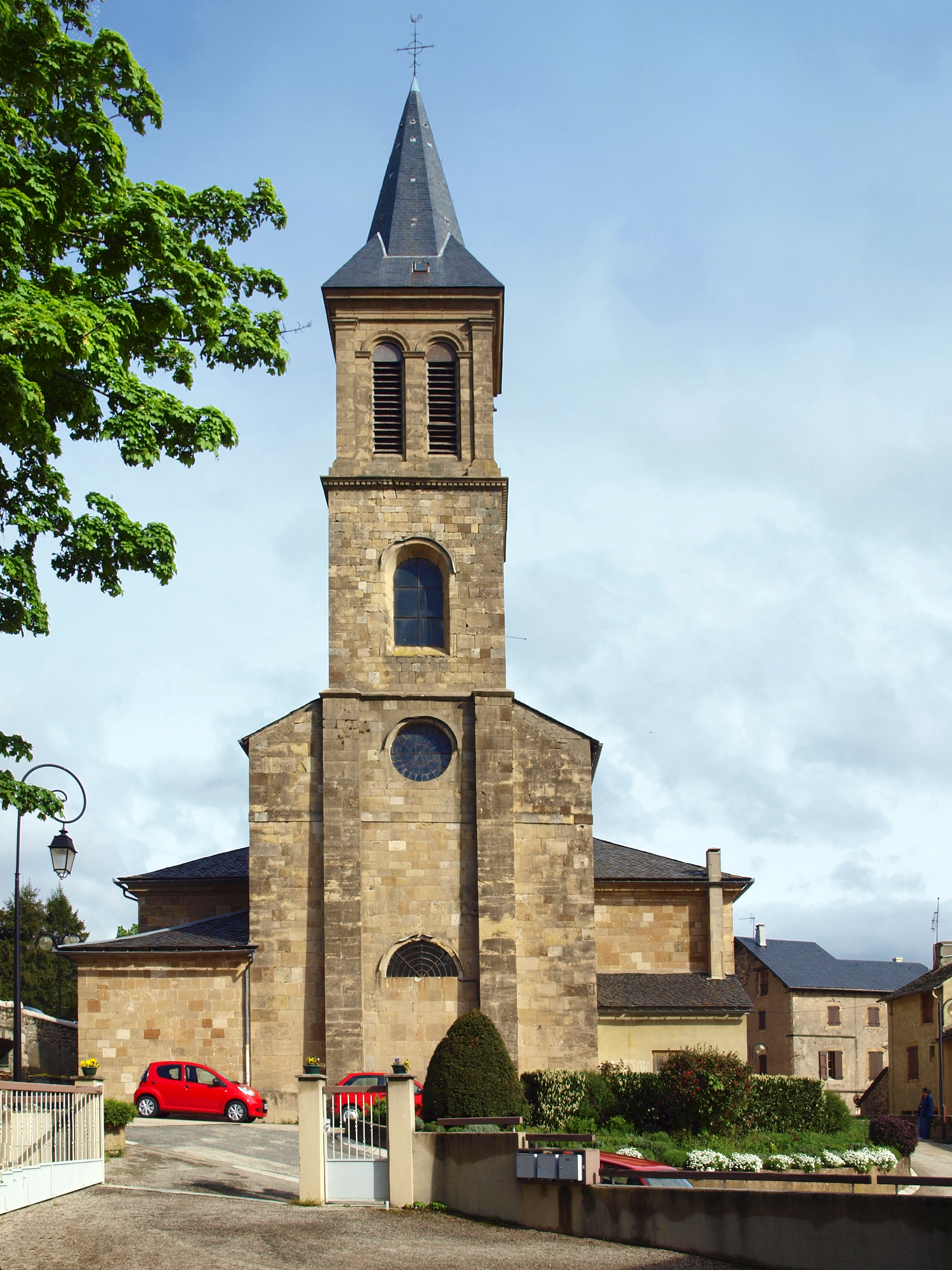
Église Saint-Martin de Florac.

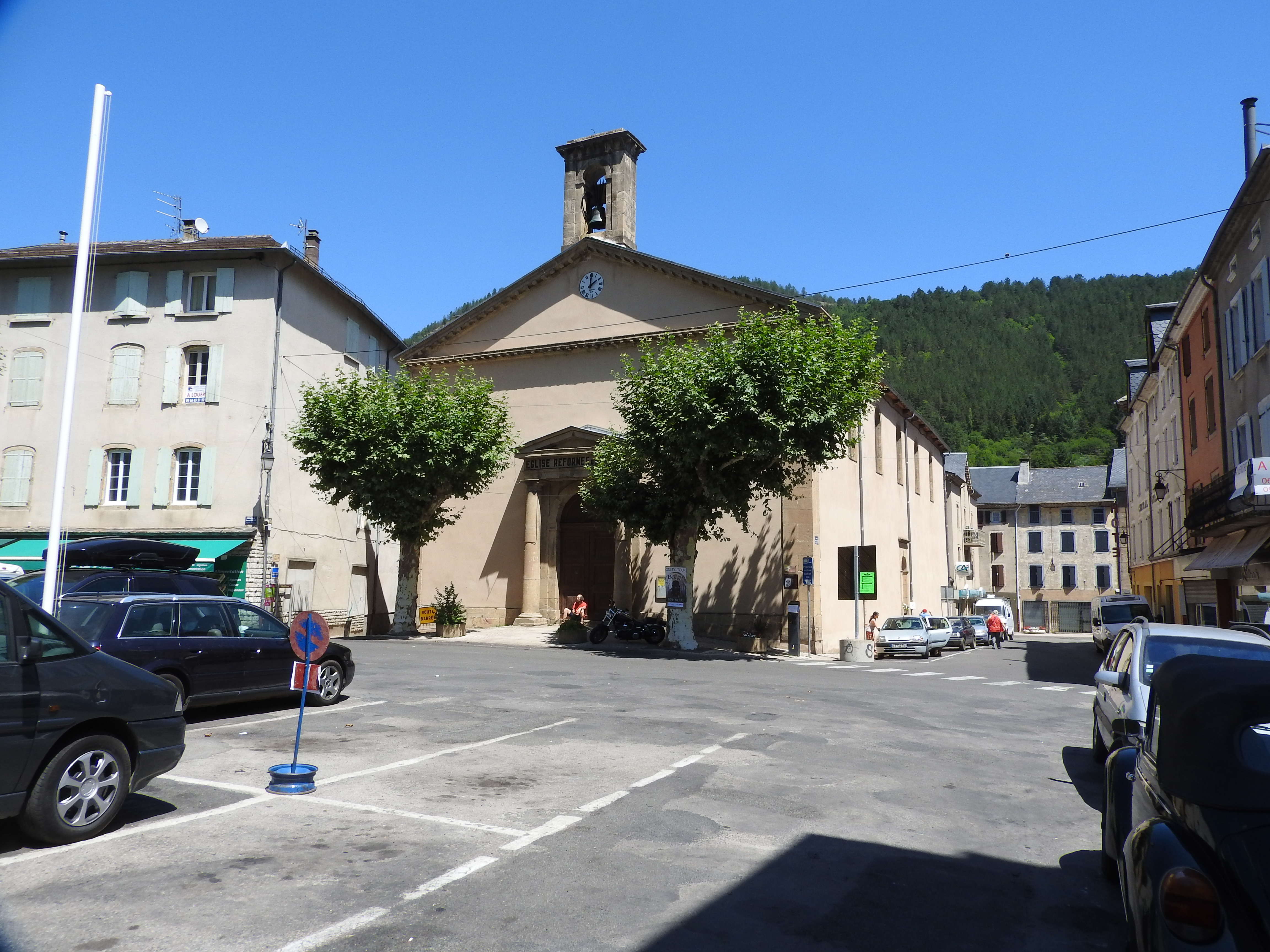
Temple protestant de Florac.

#### Église Saint-Martinde Florac
L'église primitive, celle du prieuré de la Chaise-Dieu, était à l'emplacement de l'église actuelle, entourée d'un cimetière. Entre le XIIIe et le XVe siècle, l'histoire de Florac sera marquée par les rivalités qui opposaient le pouvoir du prieuré à celui du seigneur. Elle fut détruite en 1501 et un temple fut construit sur ses ruines, ce qui explique la présence de colonnes à l'entrée de l'église actuelle. Cette dernière, d'architecture néoclassique, date de 1833, comme le temple actuel, et comporte trois nefs, une abside, une absidiole et sa voûte en berceau est soutenue par des arcades en plein cintre. L'ensemble du quartier ancien est construit en fonction de la hiérarchie médiévale : toutes les ruelles convergent en effet vers l'église qui domine ainsi le quartier.
- Temple protestant de Florac.

### Personnalités liées à la commune
- L'artiste Anne Laplantine, originaire de Lyon réside actuellement à Florac.